# 袖浦站

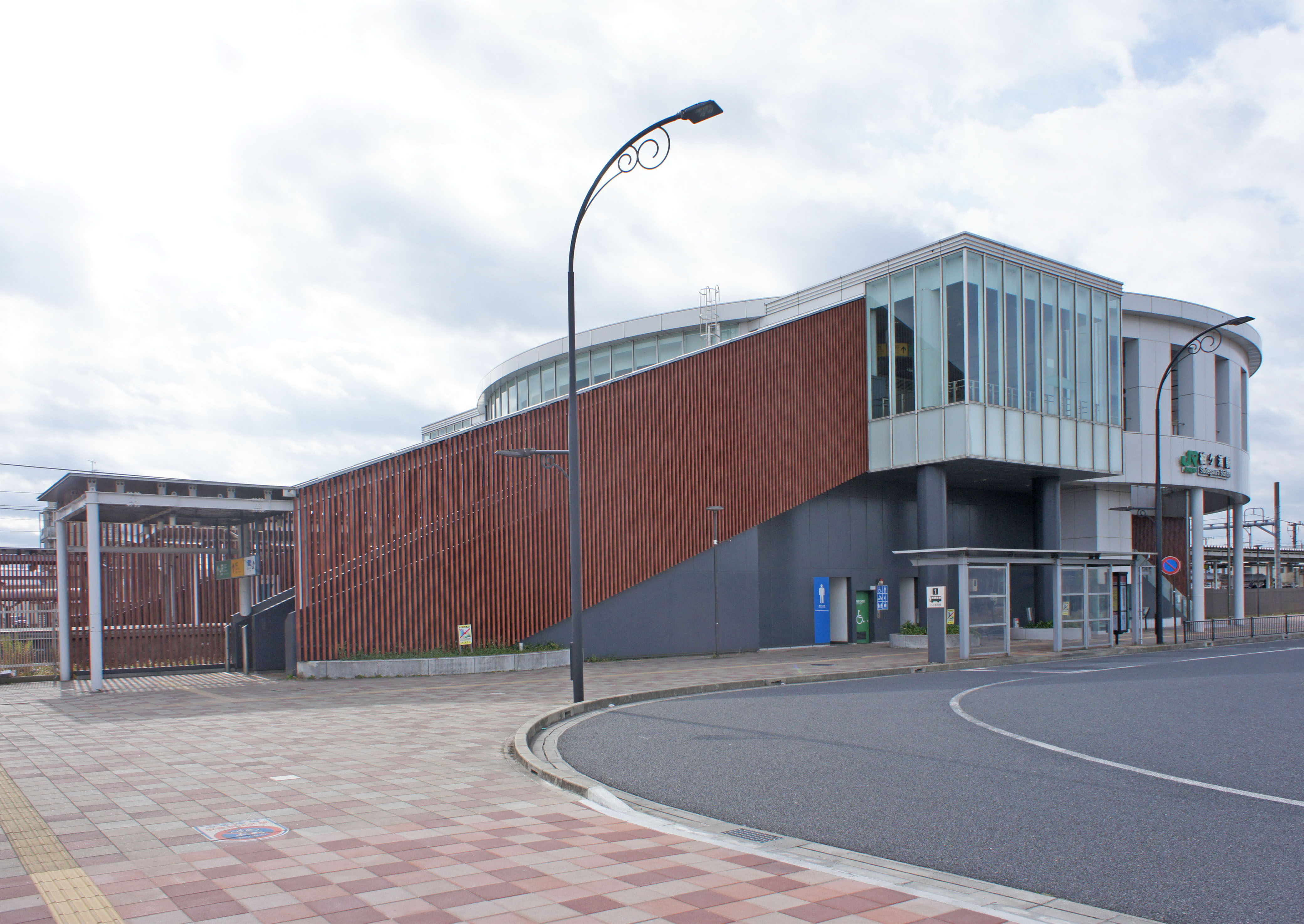
北出口（2022年1月）

袖浦站（日语：／ Sodegaura eki */?）是位於千葉縣袖浦市奈良輪1198號，東日本旅客鐵道（JR東日本）的內房線車站。

## 歷史
- 1912年（大正元年）8月21日：木更津線楢葉站（日语：／）啟用[1][2]。
- 1919年（大正8年）5月24日：路線改名為北條線[1]。
- 1929年（昭和4年）4月15日：北條線編入至房總線，成為房總線車站[1]。
- 1933年（昭和8年）4月1日：房總線分割，成為房總西線車站[1]。
- 1972年（昭和47年）7月15日：路線改名為內房線[1]。
- 1974年（昭和49年）3月31日：車站改名為袖浦站[1][2]。
- 1987年（昭和62年）4月1日：伴隨國鐵分割民營化，車站由東日本旅客鐵道（JR東日本）營運[1]。
- 2001年（平成13年）
  - 11月18日：此站可以使用IC卡「Suica」[広報 1]。
  - 12月1日：部分快速列車停靠此站（只限上行早上班次和下行晚間班次）[2]。
- 2004年（平成16年）10月16日：所有快速列車停靠此站[3]。
- 2007年（平成19年）
  - 3月24日：當日起綠色窗口結業。
  - 3月25日：「你好售票機Kaeru君」開始運作。
- 2012年（平成24年）2月29日：「你好售票機Kaeru君」停止運作。
- 2014年（平成26年）
  - 10月11日：南北行人通道開始使用[4]。
  - 10月12日：新車站大樓開始使用[4]。

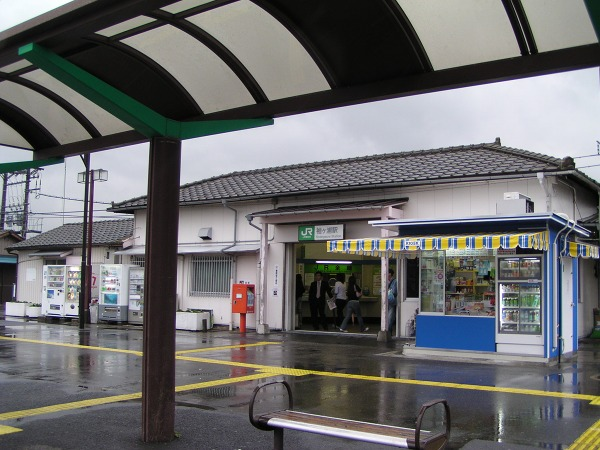
舊車站大樓（2005年10月9日）
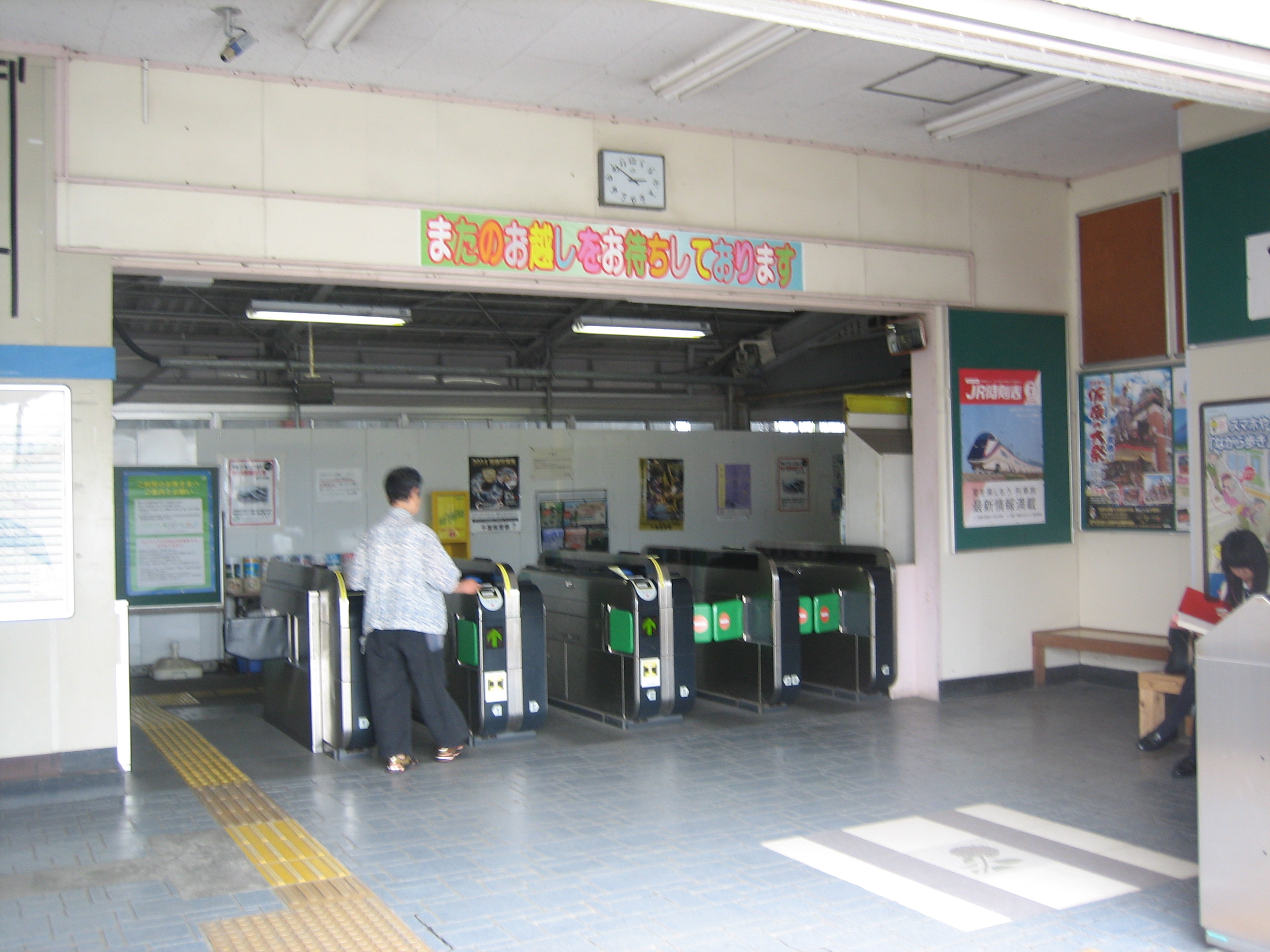
舊閘口（2014年6月27日）
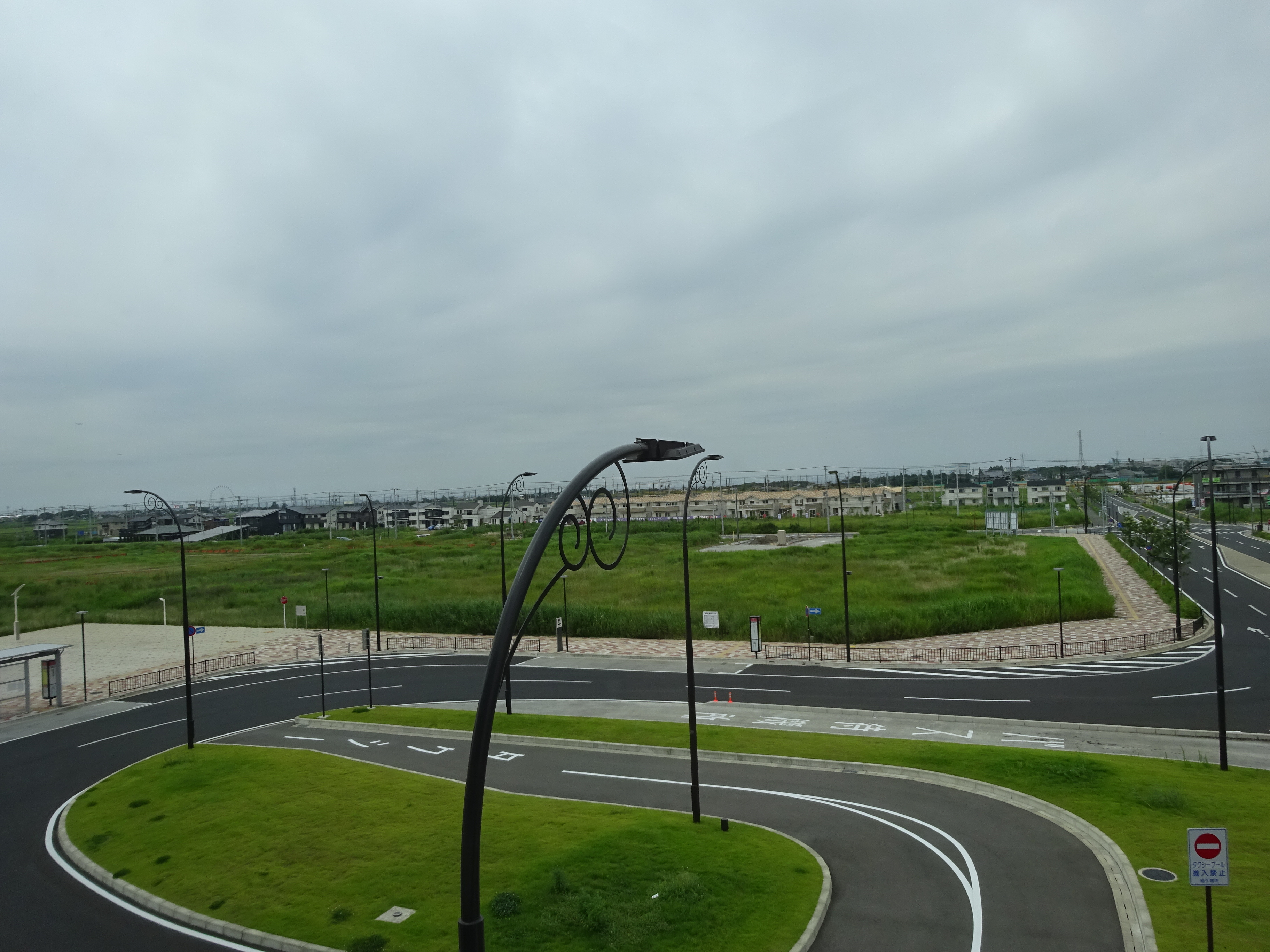
在北出口跨線橋上望向迴旋路，在進行土地整理項目前的樣子（2016年8月11日）

## 車站構造

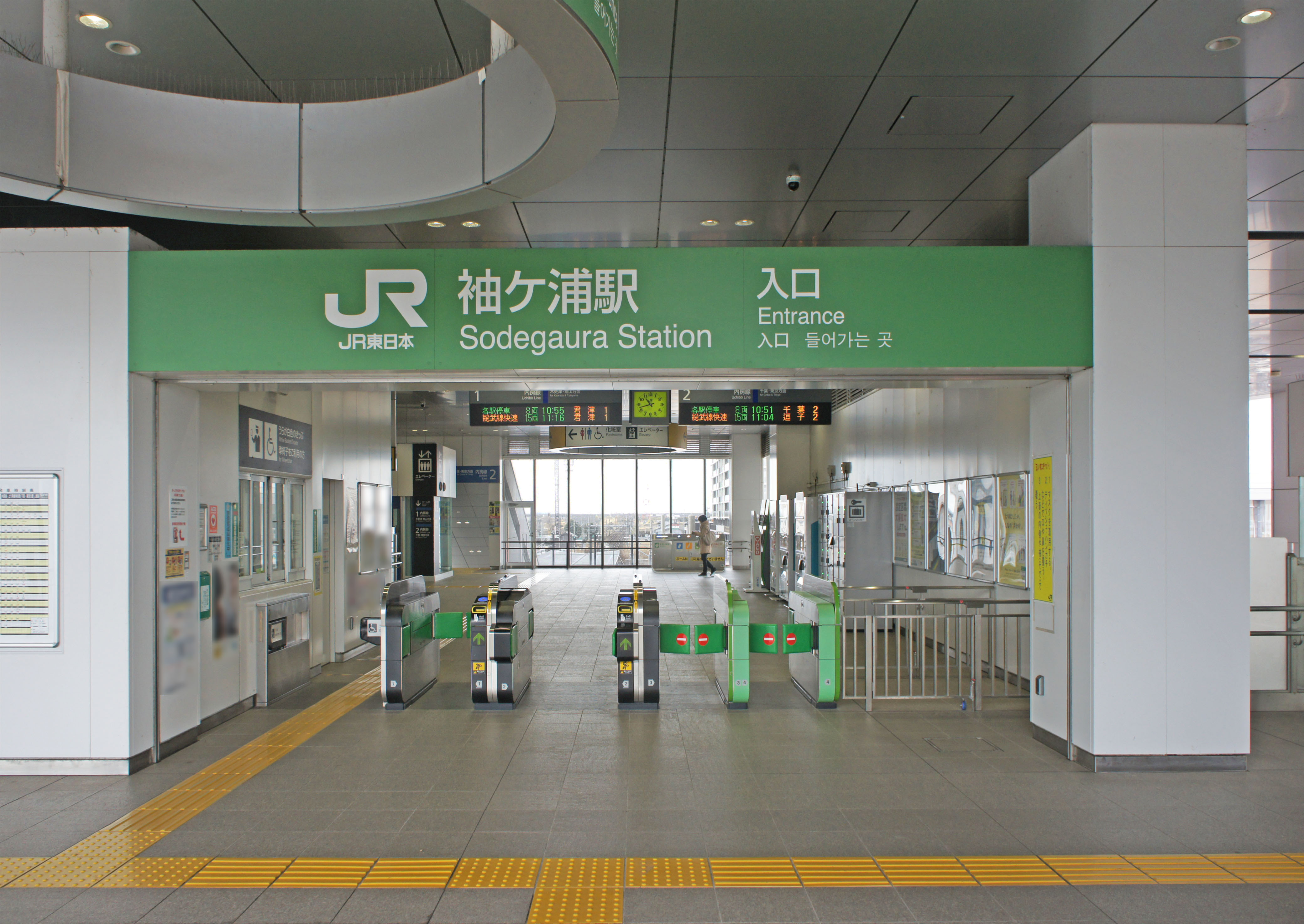
閘口（2022年1月）

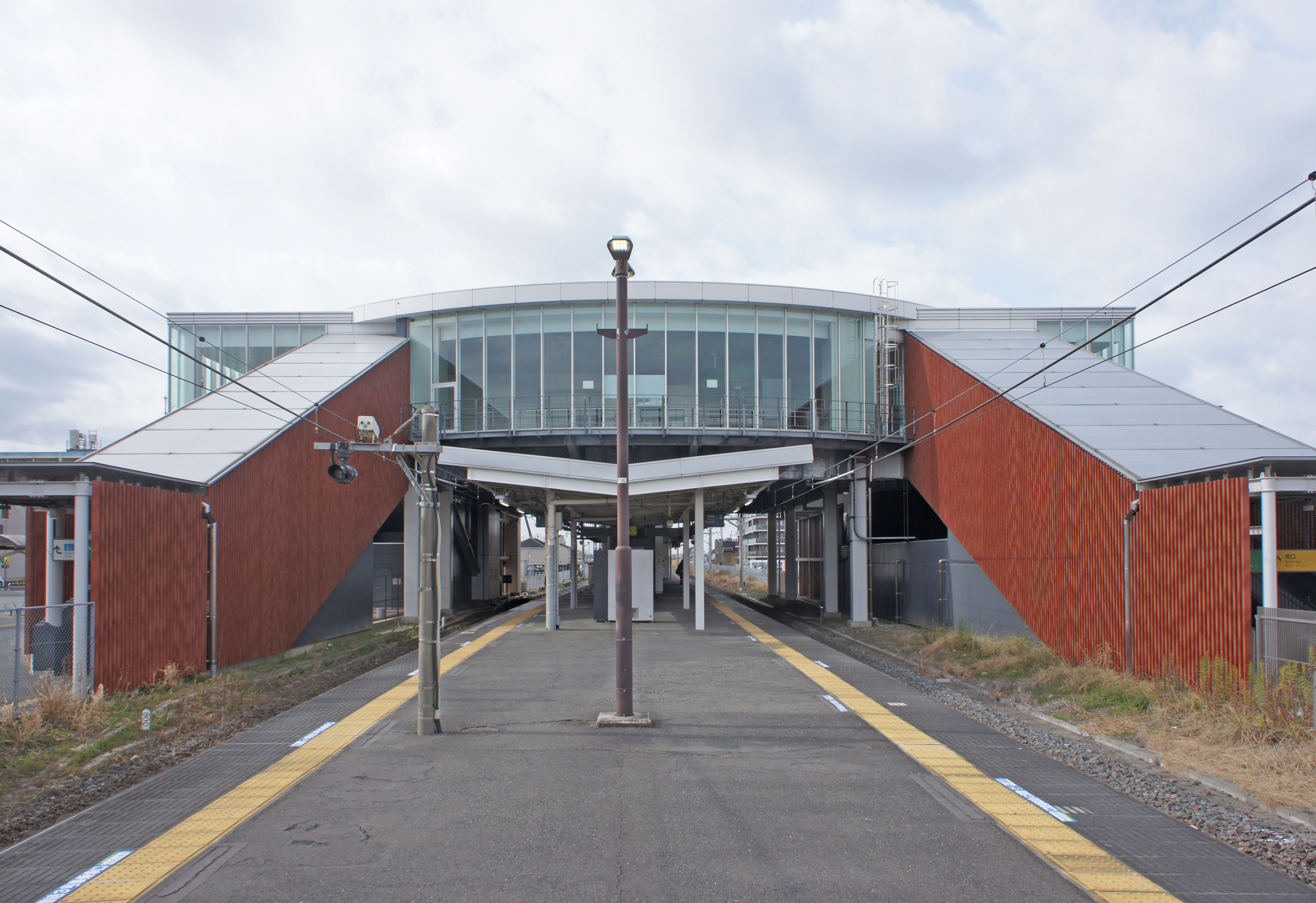
車站月台（2022年1月）

此站是地面車站，設有1面2線的島式月台。車站設有跨站式站房。
在2014年10月12日開始使用新車站大樓。新大樓設有南出口和北出口，並設有自由通路連接南北兩方。
此站是由木更津站管理的業務委託車站，委托了JR東日本車站服務負責車站業務。車站內設有自動售票機、指定席售票機、自動閘機、自動補票機、升降機和電梯。
舊車站大樓在車站啟用時已經存在，為一座木造建築物，當時在內房線內為最古老的車站大樓。舊車站大樓位於南出口側。車站大樓與月台之間設有跨線橋連接。

### 月台
| 月台 | 路線    | 上下行 | 方向             |
| ---- | ------- | ------ | ---------------- |
| 1    | ■內房線 | 下行   | 木更津、館山方向 |
| 2    | ■內房線 | 上行   | 千葉、東京方向   |

參考

## 使用狀況
在2019年（令和元年）度1日平均乘車人次為5,615人，以下為乘車人次變化列表：
| 乘車人次變化       | 乘車人次變化     | 乘車人次變化 |
| 年度               | 1日平均 乘車人次 | 參考資料     |
| ------------------ | ---------------- | ------------ |
| 1990年（平成02年） | 3,963            | [ * 1 ]      |
| 1991年（平成03年） | 4,117            | [ * 2 ]      |
| 1992年（平成04年） | 4,255            | [ * 3 ]      |
| 1993年（平成05年） | 4,307            | [ * 4 ]      |
| 1994年（平成06年） | 4,247            | [ * 5 ]      |
| 1995年（平成07年） | 4,161            | [ * 6 ]      |
| 1996年（平成08年） | 4,018            | [ * 7 ]      |
| 1997年（平成09年） | 3,892            | [ * 8 ]      |
| 1998年（平成10年） | 3,762            | [ * 9 ]      |
| 1999年（平成11年） | 3,747            | [ * 10 ]     |
| 2000年（平成12年） | 3,635            | [ * 11 ]     |
| 2001年（平成13年） | 3,559            | [ * 12 ]     |
| 2002年（平成14年） | 3,655            | [ * 13 ]     |
| 2003年（平成15年） | 3,773            | [ * 14 ]     |
| 2004年（平成16年） | 3,755            | [ * 15 ]     |
| 2005年（平成17年） | 3,872            | [ * 16 ]     |
| 2006年（平成18年） | 3,938            | [ * 17 ]     |
| 2007年（平成19年） | 3,951            | [ * 18 ]     |
| 2008年（平成20年） | 3,953            | [ * 19 ]     |
| 2009年（平成21年） | 3,891            | [ * 20 ]     |
| 2010年（平成22年） | 3,842            | [ * 21 ]     |
| 2011年（平成23年） | 3,914            | [ * 22 ]     |
| 2012年（平成24年） | 4,606            | [ * 23 ]     |
| 2013年（平成25年） | 4,538            | [ * 24 ]     |
| 2014年（平成26年） | 4,588            | [ * 25 ]     |
| 2015年（平成27年） | 4,719            | [ * 26 ]     |
| 2016年（平成28年） | 4,873            | [ * 27 ]     |
| 2017年（平成29年） | 5,058            | [ * 28 ]     |
| 2018年（平成30年） | 5,427            | [ * 29 ]     |
| 2019年（令和元年） | 5,615            |              |

## 車站周邊
南出口附近設有袖浦市政廳、圖書館等設施。

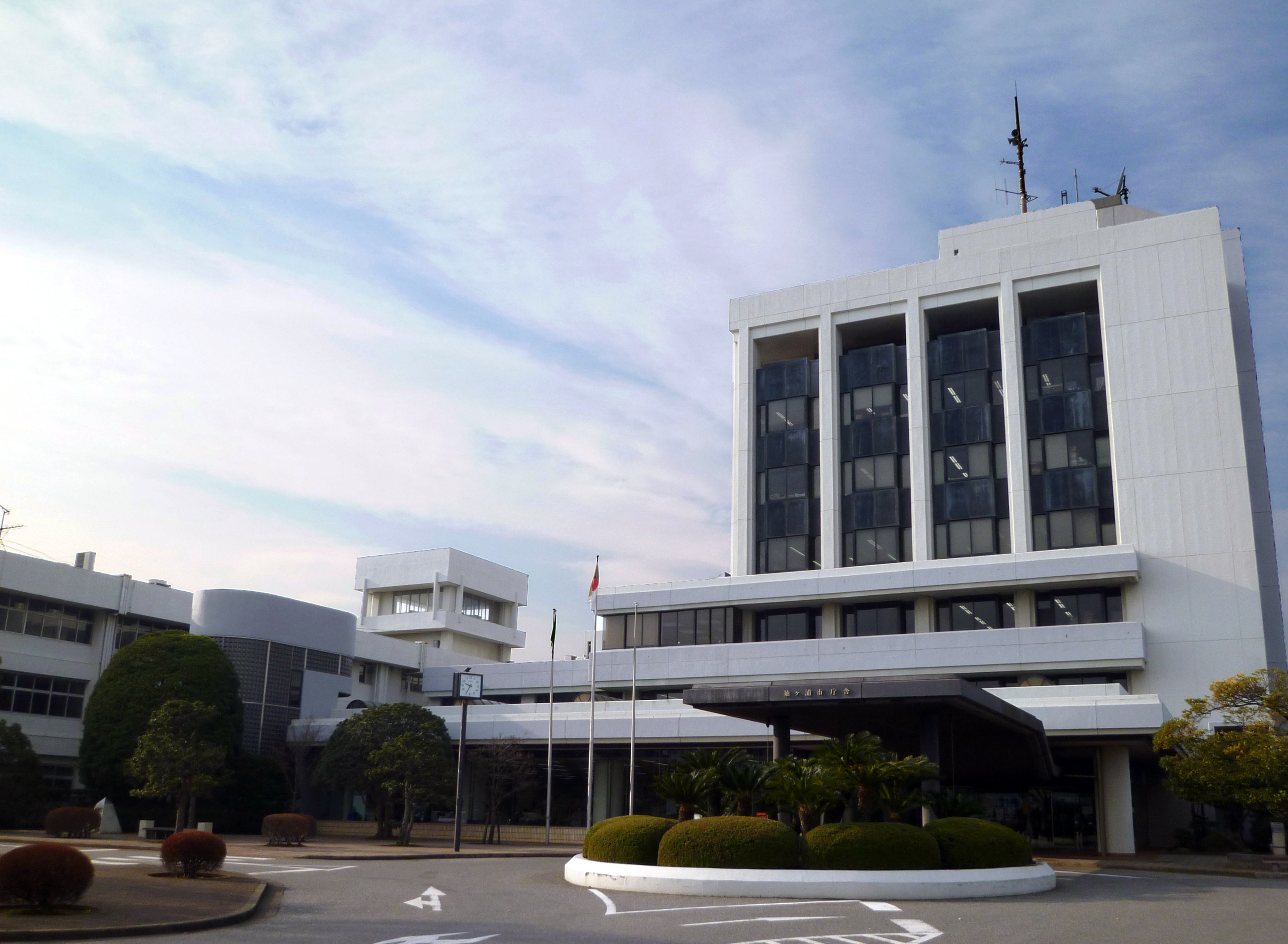
袖浦市政廳

北出口進行了土地整理項目，在湯町袖浦站前商場、東橫Inn等地方為新發展地方。在北出口靠近浮戶川為木更津市的邊界。
- 國道16號
- 千葉縣道143號南總昭和線（日语：千葉県道143号南総昭和線）
- 千葉縣道224號袖浦停車場線（日语：千葉県道224号袖ケ浦停車場線）
- 千葉縣道270號木更津袖浦線（日语：千葉県道270号木更津袖ケ浦線）
- 袖浦市政廳
- 袖浦市市民會館
- 袖浦市立中央圖書館
- 千葉縣立袖浦高等學校（日语：千葉県立袖ヶ浦高等学校）
- 袖浦市立昭和中學
- 袖浦市立昭和小學（日语：袖ケ浦市立昭和小学校）
- 袖浦市立奈良輪小學
- 袖浦市營綜合運動場
- 袖浦郵局（日语：袖ケ浦郵便局）
- 千葉縣立袖浦高等學校（日语：千葉県立袖ヶ浦高等学校）
- 湯町袖浦站前商場（日语：ゆりまち袖ケ浦駅前モール）
- 仙堂（日语：せんどう）袖浦店
- 三井OUTLET PARK 木更津（日语：三井アウトレットパーク 木更津）（步行約30分鐘）
- 木更津坎蘭沙公園KISARAPIA（日语：木更津かんらんしゃパークKISARAPIA）
- 東京內部家具（日语：東京インテリア家具）木更津店
- Cainz（日语：カインズ）木更津金田店
- 東橫INN袖浦站北出口
- 坂戶之森
- 袖浦海濱公園（日语：袖ケ浦海浜公園）
- 牛込海岸（挖蛤場地）

## 巴士路線

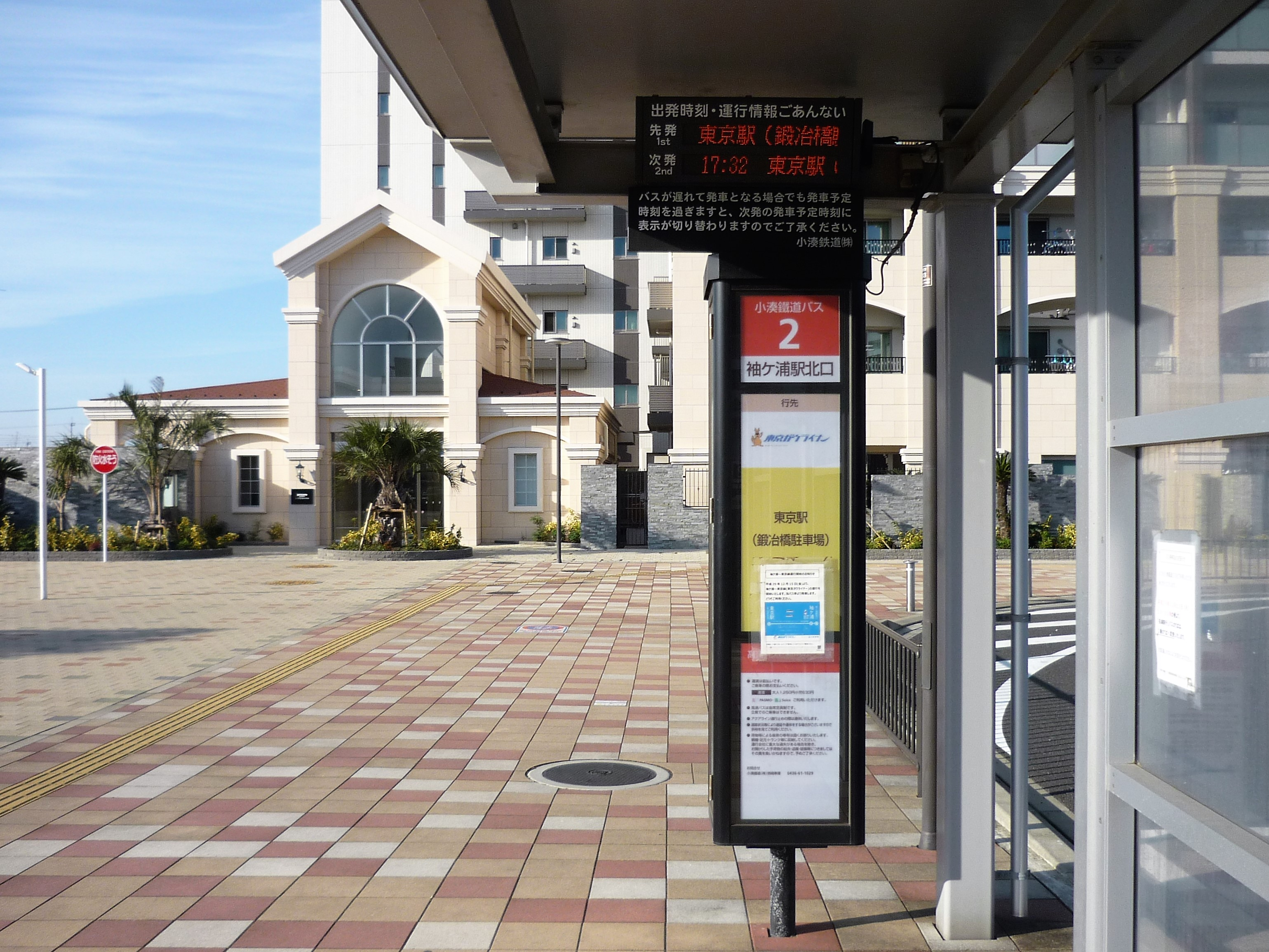
袖浦站巴士站

小湊鐵道、日東交通、京濱急行巴士（只有高速巴士）均駛入此站。在巴士站名稱中，南出口名為袖浦站，北出口名為袖浦站北出口。

### 南出口出發
| 乘車處           | 系統                         | 途經                                                     | 目的地                                                           | 巴士公司                         |
| ---------------- | ---------------------------- | -------------------------------------------------------- | ---------------------------------------------------------------- | -------------------------------- |
| 1號              |                              |                                                          | 進行工程，停用中                                                 |                                  |
| 2號              | （高速巴士）                 | 袖浦巴士總站                                             | 品川站東出口                                                     | 日東交通、小湊鐵道、京濱急行巴士 |
| 2號              |                              | 袖浦巴士總站、袖浦高校前、飯富、希望野總站、農協平岡分店 | 平川行政中為（只限平日）、東京德國村（只限星期六、日及假日服務） | 日東交通                         |
| 3番              |                              |                                                          |                                                                  |                                  |
| 長05             | 福王台                       | 袖浦巴士總站                                             | 小湊鐵道                                                         |                                  |
| 木21、木22、木32 | 小櫃橋、高柳、疊池           | 木更津站西出口                                           | 小湊鐵道                                                         |                                  |
| 長05             | 今井、藏波台、長浦站、久保田 | 代宿團地                                                 | 小湊鐵道                                                         |                                  |
| 木21             | 藏波台                       | 長浦站                                                   | 小湊鐵道                                                         |                                  |

### 北出口出發
| 乘車處 | 系統                    | 途經         | 目的地             | 巴士公司 |
| ------ | ----------------------- | ------------ | ------------------ | -------- |
| 1號    | 木43、木46              | 金田中島東   | 三井OUTLET PARK    | 小湊鐵道 |
| 2號    | 長06                    | 奈良輪高須   | 長浦站             | 小湊鐵道 |
| 2號    | (高速巴士)東京Gau Liner | 袖浦巴士總站 | 東京站鍛冶橋停車場 | 小湊鐵道 |

## 相鄰車站
東日本旅客鐵道（JR東日本）
■內房線
■快速（經總武線）
長浦－袖浦－木更津
■通勤快速、■快速（經京葉線）、■快速（經總武線）、■普通（各站停車）
長浦－袖浦－巖根

## 注腳

### 廣報資料、新聞發布等資料
1. ↑   (PDF). 東日本旅客鉄道.   [2020-04-30]. （原始内容存档 (PDF)于2019-07-27） （日语）.

### 使用狀況
1. ↑  千葉縣統計年鑑 （页面存档备份，存于）（日語） - 千葉縣
2. ↑  袖ケ浦市統計書 （页面存档备份，存于）（日語） - 袖浦市

JR東日本2000年度以後的乘車人次
1. ↑  各駅の乗車人員（2000年度） （页面存档备份，存于）（日語） - JR東日本
2. ↑  各駅の乗車人員（2001年度） （页面存档备份，存于）（日語） - JR東日本
3. ↑  各駅の乗車人員（2002年度） （页面存档备份，存于）（日語） - JR東日本
4. ↑  各駅の乗車人員（2003年度） （页面存档备份，存于）（日語） - JR東日本
5. ↑  各駅の乗車人員（2004年度） （页面存档备份，存于）（日語） - JR東日本
6. ↑  各駅の乗車人員（2005年度） （页面存档备份，存于）（日語） - JR東日本
7. ↑  各駅の乗車人員（2006年度） （页面存档备份，存于）（日語） - JR東日本
8. ↑  各駅の乗車人員（2007年度） （页面存档备份，存于）（日語） - JR東日本
9. ↑  各駅の乗車人員（2008年度） （页面存档备份，存于）（日語） - JR東日本
10. ↑  各駅の乗車人員（2009年度） （页面存档备份，存于）（日語） - JR東日本
11. ↑  各駅の乗車人員（2010年度） （页面存档备份，存于）（日語） - JR東日本
12. ↑  各駅の乗車人員（2011年度） （页面存档备份，存于）（日語） - JR東日本
13. ↑  各駅の乗車人員（2012年度） （页面存档备份，存于）（日語） - JR東日本
14. ↑  各駅の乗車人員（2013年度） （页面存档备份，存于）（日語） - JR東日本
15. ↑  各駅の乗車人員（2014年度） （页面存档备份，存于）（日語） - JR東日本
16. ↑  各駅の乗車人員（2015年度） （页面存档备份，存于）（日語） - JR東日本
17. ↑  各駅の乗車人員（2016年度） （页面存档备份，存于）（日語） - JR東日本
18. ↑  各駅の乗車人員（2017年度） （页面存档备份，存于）（日語） - JR東日本
19. ↑  各駅の乗車人員（2018年度） （页面存档备份，存于）（日語） - JR東日本
20. ↑  各駅の乗車人員（2019年度） （页面存档备份，存于）（日語） - JR東日本

千葉縣統計年鑑
1. ↑  千葉縣統計年鑑（平成3年） （页面存档备份，存于）（日語）
2. ↑  千葉縣統計年鑑（平成4年） （页面存档备份，存于）（日語）
3. ↑  千葉縣統計年鑑（平成5年） （页面存档备份，存于）（日語）
4. ↑  千葉縣統計年鑑（平成6年） （页面存档备份，存于）（日語）
5. ↑  千葉縣統計年鑑（平成7年） （页面存档备份，存于）（日語）
6. ↑  千葉縣統計年鑑（平成8年） （页面存档备份，存于）（日語）
7. ↑  千葉縣統計年鑑（平成9年） （页面存档备份，存于）（日語）
8. ↑  千葉縣統計年鑑（平成10年） （页面存档备份，存于）（日語）
9. ↑  千葉縣統計年鑑（平成11年） （页面存档备份，存于）（日語）
10. ↑  千葉縣統計年鑑（平成12年） （页面存档备份，存于）（日語）
11. ↑  千葉縣統計年鑑（平成13年） （页面存档备份，存于）（日語）
12. ↑  千葉縣統計年鑑（平成14年） （页面存档备份，存于）（日語）
13. ↑  千葉縣統計年鑑（平成15年） （页面存档备份，存于）（日語）
14. ↑  千葉縣統計年鑑（平成16年） （页面存档备份，存于）（日語）
15. ↑  千葉縣統計年鑑（平成17年） （页面存档备份，存于）（日語）
16. ↑  千葉縣統計年鑑（平成18年） （页面存档备份，存于）（日語）
17. ↑  千葉縣統計年鑑（平成19年） （页面存档备份，存于）（日語）
18. ↑  千葉縣統計年鑑（平成20年） （页面存档备份，存于）（日語）
19. ↑  千葉縣統計年鑑（平成21年） （页面存档备份，存于）（日語）
20. ↑  千葉縣統計年鑑（平成22年） （页面存档备份，存于）（日語）
21. ↑  千葉縣統計年鑑（平成23年） （页面存档备份，存于）（日語）
22. ↑  千葉縣統計年鑑（平成24年） （页面存档备份，存于）（日語）
23. ↑  千葉縣統計年鑑（平成25年） （页面存档备份，存于）（日語）
24. ↑  千葉縣統計年鑑（平成26年） （页面存档备份，存于）（日語）
25. ↑  千葉縣統計年鑑（平成27年） （页面存档备份，存于）（日語）
26. ↑  千葉縣統計年鑑（平成28年） （页面存档备份，存于）（日語）
27. ↑  千葉縣統計年鑑（平成29年） （页面存档备份，存于）（日語）
28. ↑  千葉縣統計年鑑（平成30年） （页面存档备份，存于）（日語）
29. ↑  千葉縣統計年鑑（令和元年） （页面存档备份，存于）（日語）

## 外部連結
- 車站資訊（袖浦）：東日本旅客鐵道（日語）